# Leonhard Roth (Geistlicher)
Leonhard Roth, auch Leo genannt (* 28. Mai 1904 in Saldenburg; † wahrscheinlich 22. Juni 1960 bei Braz, Vorarlberg) war ein deutscher katholischer Priester, Dominikaner mit dem Ordensnamen Korbinian und als Häftling Pfleger im KZ Dachau. Nach der Befreiung vom Nationalsozialismus war er Seelsorger in Dachau und machte sich als Delegierter der KZ-Priester des Comité International de Dachau um die Errichtung der KZ-Gedenkstätte Dachau verdient.

## Leben
Roth, Sohn des Braumeisters Joseph Roth und dessen Ehefrau Anna (geb. Riß), wuchs in einem konservativen katholischen Elternhaus auf. Ebenso wie seine Brüder Franz (1899–1985) und Joseph (1897–1941) wurde er katholischer Priester. Er besuchte zunächst das Missions-Seminar in der Abtei Schweiklberg und schloss im März 1924 seine Schullaufbahn am Ordensgymnasium der Dominikanerprovinz Teutonia in Vechta mit dem Abitur ab. Beim Dominikanerorden der Ordensprovinz Teutonia erhielt er den Ordensnamen Korbinian, wurde am 26. September 1924 eingekleidet und nach geistlichen Studien in Walberberg sowie Düsseldorf Anfang August 1931 zum Priester geweiht.

### Zeit des Nationalsozialismus

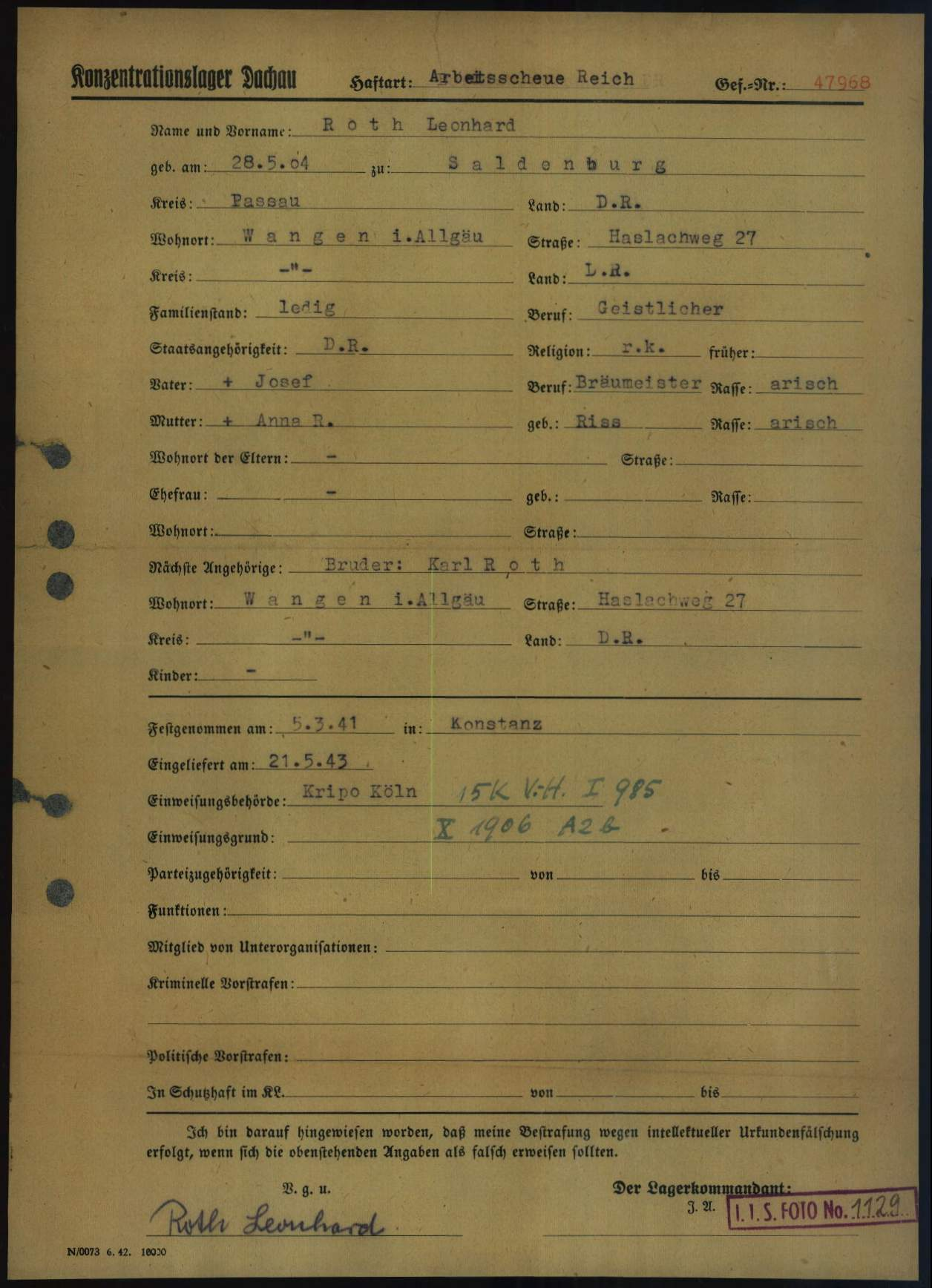
Anmeldeformular von Leonhard Roth als Gefangener im nationalsozialistischen Konzentrationslager Dachau

Roth war als Seelsorger und Leiter des Thomaskreises für Jungakademiker tätig und wurde im November 1935 nach einer Wahl Prior des neuen Studienkonventes in Walberberg. Kritische Predigten und Vorträge brachten den rhetorisch begabten und bekannten Roth schließlich in Konflikt mit dem NS-Regime. Im Rahmen der Sittlichkeitsprozesse gegen Ordensangehörige und Priester im Nationalsozialismus wurde auch Roth verdächtigt, strafbare homosexuelle Handlungen nach dem § 175 StGB begangen zu haben. Roth flüchtete daraufhin am 29. Januar 1937 in die Schweiz, beteuerte von dort aus seine Unschuld und wurde Ende Juni 1937 dennoch aus dem Dominikanerorden ausgeschlossen. Das Landgericht Bonn verurteilte Roth aufgrund „sittlicher Verfehlungen“ Anfang September 1937 zu zwei Jahren Haft. In Konstanz wurde Roth am 5. März 1941, nachdem er von den Schweizer Behörden abgeschoben wurde, von der deutschen Grenzpolizei festgenommen. Die zweijährige Haftstrafe verbrachte er in der Haftanstalt Rottenburg am Neckar und wurde wenige Wochen nach der Haft am 21. Mai 1943 als Häftling in das KZ Dachau eingewiesen, wo er die Häftlingsnummer 47.968 erhielt. Er bekam – für einen geistlichen Häftling ungewöhnlich – den schwarzen Winkel, der ihn auf Anordnung der Geheimen Staatspolizei als „asozialen“ Häftling kennzeichnen sollte. Er war dadurch besonderen Schikanen der Lager-SS ausgesetzt. Aufgrund seines helfenden und pflegerischen Einsatzes war er unter den Mithäftlingen hoch geachtet. Gemeinsam mit 14 weiteren inhaftierten Geistlichen pflegte er ab November 1944 freiwillig an Fleckfieber erkrankte Mithäftlinge. Nur ein weiterer Geistlicher und er infizierten sich nicht mit Fleckfieber und überlebten diesen Einsatz. Am 29. April 1945 erlebte Roth die Befreiung des KZ Dachau durch die US-Armee.

### Nach Kriegsende
Roth betreute weiterhin die im Lager verbliebenen kranken Häftlinge und war auch seelsorgerisch tätig. Als das ehemalige Konzentrationslager nach der Befreiung durch die US-Armee zum Internierungslager Dachau umfunktioniert wurde, kümmerte sich Roth nach seiner Berufung seelsorgerisch um die inhaftierten SS-Männer. Er verabreichte zahlreichen zum Tode Verurteilten SS-Männern vor ihrer Hinrichtung die Sakramente. Über 1300 Inhaftierte fanden durch sein Wirken zur Kirche zurück. Zudem ließ er von ehemaligen SS-Angehörigen dort eine Lagerkirche errichten. Der Wiedereintritt in die Dominikanerprovinz Teutonia wurde ihm zunächst verwehrt. Erst 1947 wurde er rehabilitiert. Beauftragt von der Erzdiözese München betreute er ab 1948 als Kurat Flüchtlinge und Vertriebene, die nun im Lager untergebracht waren. Seine Tätigkeit brachte ihn jedoch Anfang der 1950er Jahre an seine physischen und psychischen Grenzen, so dass er Mitte Oktober 1953, Ende Juni 1955 und erneut Mitte Dezember 1957 um seine Entpflichtung von der Lagerseelsorge bat.
Roth setzte sich vehement bei der Stadt Dachau und dem Land Bayern für die Errichtung einer KZ-Gedenkstätte und den Erhalt des Areals auf dem ehemaligen Lagergelände in Dachau ein. Er setzte sich als deutscher Vertreter des Comité International de Dachau, nachdem die Vertriebenen das Lager verlassen und in Wohnungen gezogen waren, dafür ein, das Lagerareal nicht erneut mit wohnungslosen Menschen zu belegen, sondern zur KZ-Gedenkstätte umzuwidmen. Seine Ansichten zur guten Kameradschaft von geistlichen und kommunistischen Häftlingen im KZ Dachau und das Anprangern erneuter Karrieren ehemaliger NSDAP-Mitglieder brachten Roth während des politischen Klimas der 1950er Jahre auch Kritik ein. So protestierte Roth öffentlich gegen den Dachauer Bürgermeister Hans Zauner, dem er Kollaboration mit dem NS-Regime vorwarf. Dieser Eklat brachte Roth erhebliche Ablehnung seitens der örtlichen Bevölkerung und Presse ein. Daraufhin wurde Roth von Ende März 1960 bis Ende Juni 1960 von seinem Posten beurlaubt mit der Option, danach auf neuem Posten weiterhin seelsorgerisch tätig zu sein.
Weihbischof Johannes Neuhäusler, ebenfalls ehemaliger Dachauhäftling, schrieb am 30. Juli 1960 dem Pfarrer von Landeck und ersuchte um Nachricht nach dem mittlerweile vermissten Roth, der sich von dort zuletzt gemeldet hatte:
„[...] Seine Nerven sind durch die KZ Jahre und durch den Übereifer in der Sorge um das Wohl seiner Pfarrangehörigen so überanstrengt, daß es Schwierigkeiten und Zwistigkeiten aller Art gab, so daß wir ihn von seiner Aufgabe entbinden mußten und für 3 Monate beurlaubten […] Nun sind wir in Sorge […] hat er in Verzweiflung irgend eine Untat an sich selbst verübt […]“.
Am 15. August 1960 wurde sein bereits verwesender Leichnam in den Klostertaler Alpen bei Braz entdeckt. Sein Tod gab Anlass zu vielerlei Spekulationen in der Presse. Die Todesursache Absturz galt am unwahrscheinlichsten, jedoch wurde als Todesursache auch Mord in Erwägung gezogen. Die Untersuchungsergebnisse deuten jedoch als wahrscheinlichere Todesursachen auf Entkräftung oder Suizid hin.